# You Kent Always Say What You Want
«You Kent Always Say What You Want» (с англ. — «Вы, Кент, всегда говорите, что хотите») — финальная, двадцать вторая, серия восемнадцатого сезона мультсериала «Симпсоны». Серия также является юбилейной, 400-й, серией сериала.

## Сюжет
Симпсоны возвращаются домой от дантиста, увидев хип-хоп-урок стоматологии от Luda-crestа, и решают зайти в кафе-мороженое, где Гомер покупает рожок мороженого, который оказывается миллионным. Это приводит к появлению Гомера в передаче Кента Брокмана «Smartline». Кенту противно, что вместо интеллектуальной беседы об обсуждении конфликта на Ближнем Востоке будет скучная беседа о миллионном рожке мороженого. Во время интервью Гомер случайно сбрасывает чашку кофе Кента ему на колени, вынуждая его заругаться от боли.
После рекламы Кент приносит извинения зрителям за неприличное слово в эфире. Он думает, что никто не видел передачу, так как все люди до 70 лет не смотрят новости по телевизору, а читают их в интернете. Однако Нед Фландерс во время своего ночного ритуала, просмотра телевидения (закон же не запрещает смотреть телевизоры, даже если показывают по кассетам, а также Лиза упомянула о тех людях, которые наблюдают через некоторые связи, чтобы «сократить свободные слова в эфире»), смотрит эту передачу. Сразу после просмотра Нед пишет гневное письмо по электронной почте в федеральное агентство по связи. Во время новостей 6 канала Кент узнаёт, что понижен до ведущего прогноза погоды, а на компанию наложили штраф 10 миллионов долларов. Кент привыкает к новой должности, а его старый соперник Арни Пай становится новым ведущим. Позже Линдси Нейгл уверяет Кента, что тот не потеряет свою работу, но увольняет его под предлогом того, что он добавил кокаин в свой кофе (он пытается объяснить, что это белая порошкообразная сукралоза «Splenda», но она всё равно увольняет его, так как она считает, что «Splenda» — это кокаин на уличном сленге).
На следующий день Гомер находит в своём доме Брокмана, спящего на диване. Оказывается, что Мардж приютила его, так как боялась, что он может совершить «сами-знаете-что-ицид». Позже, во время просмотра телевизора, Лиза удивляется, как кабельный канал Fox News Channel может быть настолько консервативным, в то время как сеть Fox показывает безвкусные либеральные шоу. Кент отвечает, что Fox сознательно показывает такие шоу, чтобы их оштрафовало федеральное агентство по связи, а штрафы пойдут прямо в Республиканскую партию. Он добавляет, что все в шоу-бизнесе знают об этом, но ещё никто не говорил об этом на публике. Лиза подстрекает его к разоблачению с помощью своей веб-камеры, чтобы его выступление увидели интернет-пользователи. Следующее выступление Кента проходит так успешно, что неправедные доходы Республиканской партии Спрингфилда становятся под угрозой, но Линдси Нейгл и клоун Красти придумывают план по остановке Кента.
На следующий день, когда Кент и Лиза идут по улице, его останавливают члены Республиканской партии и предлагают ему вернуться на 6 канал, в качестве ведущего, с 50 % повышением зарплаты, Кент думает две секунды и уезжает с ними, извинившись перед Лизой.
Дома Лизе становится грустно, и она говорит, что в СМИ нет истины и храбрости. Гомер начинает рассказывать, что перед уходом Кент рассказал ему о чём-то ужасном в сети Fox, но тут его рассказ прерывает диктор канала, после чего появляется логотип 20th Century Fox. Понимая, что происходит, Гомер ломает четвёртую стену и начинает говорить о тайнах Fox, но на этот раз его прерывает логотип Gracie Films. В конце концов, Гомер смиряется, и идут титры.

## Отсылки к предыдущим эпизодам
- Во время переключения каналов на канале «Fox News Channel» ведущий шоу — Бирч Барлоу, бывший помощник Раша Лимбо из серии 6 сезона «Sideshow Bob Roberts».
- Кент Брокман попадает в неприятности после неприличного слова из-за пролитого Гомером кофе. Это не единственное попадание Кента в неприятности из-за ругательств. В серии «Krusty Gets Kancelled», когда Гэббо говорит: «Все дети — козлы», и Кент сообщает об этом в новостях, он бормочет: «Действительно козлы», из-за чего его потом увольняют, но уже в конце серии он снова становится ведущим. В серии «Bart’s Inner Child» он говорит: «И ваш покорный слуга считает это чертовским временем».
- Во время бега Мардж видно Лэдди из серии «The Canine Mutiny».
- Когда Кент был гостем у Симпсонов, Гомер просит его приклеить свою фотографию 8x10 на стену «Стена случайных знакомых, пришедших погостить к Симпсонам». На этой стене появились Арти Зифф («The Ziff Who Came to Dinner»), Апу Нахасапимапетилон («Homer and Apu»), Клоун Красти («Krusty Gets Kancelled»), садовник Вилли (My Fair Laddy), Нельсон Манц («Sleeping with the Enemy»), Сайдшоу Боб («The Great Louse Detective»), Отто Манн («The Otto Show»), Кодос (Treehouse of Horror XVIII), Гил Гундерсон («Kill Gil, Volumes I & II») и слон Стэмпи («Bart Gets an Elephant»).

## Культурные отсылки
- Название серии отсылает к песне The Rolling Stones «You Can’t Always Get What You Want».
- Песня, которая играет, когда Кент уволен — это музыка Джона Барри из фильма «Полуночный ковбой».
- Гомер делает отсылки к Терри Шайво, иммиграции и гомосексуальности.
- Сцена, в которой Кент во время курения говорит, что будет противостоять Fox — отсылка к истории Эдварда Мэроу и фильму «Доброй ночи и удачи».
- Реклама в кабинете стоматолога «Угроза зубному обществу» — пародия на фильм «Угроза обществу».
- Когда Мардж бежит домой, она бежит под музыку из фильма «Воспитывая Аризону», также к фильму отсылают несколько сцен из этого момента.
- Когда Кент уходит, он берёт с собой фотографию, на которой видно, что он брал интервью у R2-D2.

## Отношение критиков и публики
Эпизод посмотрело 9,80 миллионов зрителей.
Роберт Кэннинг из IGN назвал эпизод одним из трёх любимых и сказал, что он заканчивается с высокой скоростью.